# Hercules Fahrrad GmbH & Co
Hercules is een Duits merk van fietsen en een voormalig merk van motorfietsen en scooters. De merknaam Prior werd van 1903 tot 1908 gebruikt voor de Hercules-motorfietsen die werden verkocht in het Verenigd Koninkrijk, waarschijnlijk omdat daar het merk Hercules uit Derby al actief was.
De bedrijfsnamen waren achtereenvolgens: Carl Marschütz & Co., Nürnberg later Nürnberger Velozipedefabrik Hercules, vorm. Carl Marschütz & Co., Nürnberg, Nürnberger Hercules Werke AG, Nürnberg, Nürnberger Hercules Werke GmbH, Nürnberg, Hercules Fahrrad GmbH & Co. KG, Neuhof an der Zenn en SACHS Fahrzeug- und Motorentechnik GmbH, Neuhof an der Zenn.

## Carl Marschütz
Carl Marschütz, de oprichter van Hercules, werd in 1863 in Burghaslach als zoon van de dorpsschoolmeester geboren. Hoewel de meer welgestelden zich op hoge bi's verplaatsten, kwam Carl op jonge leeftijd in het bezit van een Drais-type loopfiets, waardoor hij geïnteresseerd raakte in de techniek van de fiets. Hij trad als leerling in dienst van de ijzerwarenhandel, kachel- en ovenfabriek van Josef Goldschmidt en kocht voor 286 mark een Britse Howe-Penny-farthing. Daardoor was hij de eerste fietser in zijn dorp. Arbeiders waren in die tijd nog afhankelijk van de spoorwegen of lange voetmarsen om van en naar hun werk te gaan en Marschütz overtuigde Goldschmidt om rijwielen te gaan maken. Zo legden ze in 1882 de basis voor Express.

## Bedrijfshistorie

### Carl Marschütz & Co.
Carl Marschütz verliet het bedrijf van Josef Goldschmidt en hij richtte op 5 maart 1886 de rijwielfabriek "Carl Marschütz & Co." op. Hier produceerde hij met 10 medewerkers hoge bi's, die hij voor 290 mark verkocht. Het besturen van een dergelijke fiets was een kunst die niet van gevaren ontbloot was en Marschütz richtte op het fabrieksterrein aan de Bleichstraße een fietsschool op. Zijn klanten moesten overigens ook nog een politie-examen afleggen en een kentekenplaat voeren.

### Nürnberger Velozipedefabrik Hercules, vorm. Carl Marschütz & Co.
Naar verluidt vergeleken tevreden klanten de fietsen van Marschütz met de Griekse god Hercules en binnen een jaar werd de bedrijfsnaam gewijzigd in "Nürnberger Velozipedefabrik Hercules, vorm. Carl Marschütz & Co"". De wens van Marschütz om het rijwiel van luxevoertuig tot gebruiksvoertuig te maken kwam echter nog niet uit. Dat veranderde toen de in 1885 door John Kemp Starley uitgevonden veiligheidsfiets in zwang kwam. Deze lage fiets met kettingaandrijving was gemakkelijker te berijden en Marschütz besloot deze fiets in massaproductie te gaan maken. Daarvoor verhuisde hij in 1893 zijn bedrijf naar de Fürther Straße en breidde het uit tot 146 arbeiders. Zo steeg de jaarproductie van 400 naar 3600 fietsen. In 1894 werd het bedrijf echter al te klein en het verhuisde naar twee andere panden in dezelfde straat.

### Aktiengesellschaft Nürnberger Velocipedefabrik Hercules
In 1897 werd de rijwielfabriek van Carl Marschütz een naamloze vennootschap (Aktiengesellschaft), waar 340 werknemers 8000 fietsen per jaar maakten. Marschütz begon al snel te experimenteren met gemotoriseerde voertuigen. In 1898 bouwde hij een vierwielige elektrische auto die een topsnelheid van 40 km/uur haalde, een uur kon rijden en een nacht nodig had om op te laden. Tot 1914 ontwikkelde hij de elektrische voertuigen verder, maar er verschenen ook vrachtauto's met een tweecilinderviertaktmotor die 14 pk leverden en tot 3.000 kg laadvermogen hadden. Deze bleven tot 1926 in productie.
In 1903 verscheen de eerste Hercules-motorfiets, gebouwd volgens de toen geldende normen: met een eencilinder kop/zijklepmotor met een snuffelklep en met riemaandrijving naar het achterwiel. De motor was een inbouwmotor van het Belgische merk FN, maar in de jaren hierna werden ook V-twins van Fafnir toegepast, tot de productie van motorfietsen rond 1908 werd beëindigd.
In dat jaar verscheen de eerste Hercules-vrachtauto, maar Hercules ging nog veel meer verschillende producten maken, zoals schoenpoetsmachines, stalen meubelen en een gemotoriseerde slee, maar het belangrijkste product bleef de fiets.
Tot eind jaren twintig bleef het bedrijf transportvoertuigen maken, variërend van vrachtauto's tot autobussen. Ook de motorfietsproductie werd weer opgepakt, met inbouwmotoren van Bark, Columbus, ILO, JAP, Küchen, Moser, Sturmey-Archer, Villiers, maar vanaf 1930 voornamelijk van Fichtel & Sachs. Begin jaren dertig leverde Hercules 15 motorfietsmodellen, waarvan de Hercules K 200 het succesvolste was. Dat was te danken aan een wet uit 1928, die ervoor zorgde dat motorfietsen tot 200 cc belasting- en rijbewijsvrij gebruikt mochten worden. Een groot succes werden ook de Hercules-fietsen met Fichtel & Sachs 74- en 98cc-hulpmotoren, die al snel de naam "Mofa" kregen en voor 345 Reichsmark verkocht werden.
Toen Duitsland in de jaren dertig steeds meer geïsoleerd raakte, moest men afzien van het gebruik van de Britse inbouwmotoren. Nadat Hans Kahrmann in 1931 nog Duits 250 cc wegrace-kampioen was geworden met een Hercules-JAP, verlegde men de aandacht op sportgebied naar terreinmotoren, waar Columbus goede motoren voor kon leveren. Hercules had in deze periode een eigen fabrieksteam.
Intussen was de arisierung (de overname van Joodse bedrijven door de Nazi's) begonnen en in 1938 werd Carl Marschütz gedwongen zijn bedrijf te verkopen. De leiding kwam in handen van een nationaalsocialistische stroman, Konrad Schmidt. In 1941 vluchtte Carl Marschütz met zijn gezin naar Californië. In dat jaar werd zijn bedrijf verkocht aan de Fürther firma Dr. Carl Soldan. Carl Marschütz overleed op 19 april 1957 in Los Angeles op 94-jarige leeftijd.

### Nürnberger Hercules Werke GmbH
Soldan veranderde de bedrijfsnaam in 1944 in Nürnberger Hercules Werke GmbH. Toen de Tweede Wereldoorlog ten einde liep was driekwart van het bedrijf vernietigd. Na de oorlog begon men met weinig personeel de fabriek weer op te bouwen, maar productie kon er nog niet gemaakt worden. In eerste instantie hield Hercules zich bezig met hoognodige zaken: het repareren van fietsen en daarna de bouw van waterwagens (de waterleiding van Neurenberg was grotendeels vernietigd). Men ging in op elke vraag van klanten en er werden zelfs tandheelkundige apparaten gemaakt. Een doorbraak kwam toen het bedrijf van de geallieerden toestemming kreeg om machines voor de productie van boter te gaan maken. Men maakte karntonnen en kreeg de zo begeerde "ijzerbonnen", waardoor de schaarse metalen ingekocht konden worden. Men wilde weer graag fietsen gaan maken, maar de Amerikaanse bezetters hadden voor dit "speelgoed" geen ijzerbonnen over. In plaats daarvan kwam de opdracht de hele fabriek te ontmantelen in het kader van de Wiedergutmachung. Deze beslissing kon ten dele teruggedraaid worden, maar toen waren de belangrijkste machines al gedemonteerd en afgevoerd naar het buitenland. Door zuinig te zijn met ijzerbonnen kon men uiteindelijk toch fietsen gaan maken. Alleen in de kleur bruin, want ook de verf moest uitgespaard worden bij de karntonnenproductie. In 1950 had Hercules weer 400 personeelsleden.
In 1953 verkocht Carl Soldan het bedrijf aan de Dresdner Bank, die het in 1954 weer doorverkocht aan Max Grundig.
Er was grote behoefte aan goedkope vervoermiddelen en begin jaren vijftig was het bedrijf grotendeels hersteld en kon men ook weer motorfietsen gaan produceren. Licht en goedkoop was de norm en de eerste modellen waren voorzien van 125cc-Sachs-tweetaktmotoren gevolgd door de Hercules K 100 met uiteraard een 100cc-motor. In 1953 verscheen een 125cc-model met een ILO-tweetaktmotor en nog in hetzelfde jaar kon men motorfietsen van 100-, 125-, 150-, 175-, 200- en 250 cc leveren. Tot 175 cc betrof het Sachs-eencilinders, daarboven ILO-tweecilinders. Hoewel schommelvoorvorken nog normaal waren, leverde Hercules alle machines boven 150 cc met een telescoopvork, een trend die de andere Duitse merken noodgedwongen volgden. Ook hadden de Herculesmodellen een volledig gesloten kettingaandrijving. Toch waren de modellen qua ontwerp tamelijk gewoontjes en in 1956 besloot men de hele modellenlijn opnieuw te ontwerpen en uit te breiden met zes nieuwe modellen met nieuwe frames en een swingarm achter. Ook verdwenen de zweefzadels. De verkoopaantallen - vooral van de lichte mopeds - begonnen te stijgen en in 1962 had Hercules 32% van de Duitse markt in handen. De Hercules-terreinmotoren waren inmiddels ook zeer populair en wonnen prijzen in de International Six Days Enduro-wedstrijden.

#### Overname door Fichtel & Sachs
De samenwerking tussen Hercules en Fichtel & Sachs bestond al sinds 1905, toen Ernst Sachs de Torpedo-vrijloopnaaf voor fietsen had uitgevonden. Toen Sachs in 1930 ook inbouwmotoren ging maken werd Hercules meteen klant. In 1963 werd Hercules opgekocht door Fichtel & Sachs, maar dat ging enigszins geheimzinnig. De verkoop ging via de Zwitserse holding Kurotag, zodat niet meteen duidelijk was dat Sachs de echte eigenaar was. Dat deed men om de andere klanten van de Sachs-inbouwmotoren niet tegen het hoofd te stoten. Men richtte zich nu voornamelijk op de productie van bromfietsen (Mopeds en Mokicks) en zeer lichte motorfietsjes (Kleinkrafträder). Ook verscheen een scooter, de Hercules R 200.
In 1966 was de vraag naar Hercules-bromfietsen veel groter dan de productie en de fabriek moest uitgebreid worden om eraan te kunnen voldoen. Het bedrijf besloot daarop de productiehallen van de eveneens in Neurenberg gevestigde Zweirad Union over te nemen. Daarmee kocht men ook een flink aantal concurrenten op, want de Zweirad Union produceerde brom- en motorfietsen van de merken Victoria, DKW en Express. Victoria en Express verdwenen van de markt en ook de motorenproductie van DKW werd overbodig, omdat Sachs zelf motoren maakte. De naam DKW, die vooral in de Angelsaksische landen bekender was, bleef echter voor de export behouden.
De eigen sportafdeling werd opgeheven, maar Hercules was dankzij privérijders steeds goed vertegenwoordigd in terreinwedstrijden, mede dankzij de Hercules 175 GS, een enduromotor met Sachs-tweetaktmotor.
Begin jaren zeventig bouwde men een prototype met een 294cc-Sachs-wankelmotor. Die motor was aanvankelijk voor sneeuwscooters gebruikt, maar werd nu in een BMW-rijwielgedeelte gemonteerd. Ook de versnellingsbak en de cardanaandrijving waren van BMW. In 1973 bouwde men vijftig exemplaren met een eigen frame en kettingaandrijving en in 1974 werd de Hercules W 2000 officieel gepresenteerd. De prestaties waren echter niet geweldig en bovendien was de motor luidruchtig en verbruikte hij veel benzine en olie.
In 1975 verscheen een nieuwe serie terreinmotoren nadat Sachs een aantal zesversnellingsmotoren voor cross- en enduromotoren gebouwd had. De wankelmotor had men nog niet geheel losgelaten en in dit jaar verscheen er een Hercules-team met wankelmotoren aan de start van de International Six Days Trial op het eiland Man.
Hercules concentreerde zich met haar Mofa's, Mokicks en Mopeds voornamelijk op de Duitse markt, terwijl de concurrenten Zündapp en Kreidler veel bromfietsen exporteerden.
Begin jaren tachtig kwam er echter een kentering. In april 1980 eiste de Duitse wetgeving een bromfietsrijbewijs en in januari 1981 werd de onbegrensde 50cc-klasse vervangen door de 80cc-klasse, waarbij de bromfietsen beperkt werden in hun vermogen. Dat gaf de Japanse industrie de kans vast grond in Duitsland te krijgen en de verkoop van Duitse bromfietsen liep sterk terug. In 1981 bedroegen de Duitse productieaantallen nog maar 50% van die in 1978. Kreidler was daarvan het eerste slachtoffer: het sloot in 1981 de poorten. Ook de productie van de Hercules-fietsen liep sterk terug. Tussen 1981 en 1985 vond dan ook een lange reorganisatie van het bedrijf plaats. Zo overleefde Hercules, terwijl in 1985 ook Zündapp haar activiteiten moest staken. Dat lot trof ook Rixe, dat al in 1958 haar bromfietsproductie had beëindigd, maar wel nog fietsen maakte. Het marktaandeel van Hercules steeg daardoor: In 1980 had het 20% van de 80cc-productie in handen, in 1985 was dat 31%, uiteraard vanwege het verdwijnen van de Duitse concurrentie. In werkelijkheid was de productie van bromfietsen sinds 1979 met 75% afgenomen. Daarom sloeg men ook nieuwe wegen in: Hercules werd toeleverancier van de auto-industrie in haalde zo in 1986 het honderdjarige jubileum.
In 1987 verscheen de Saxonette, een 30cc-hulpmotor voor fietsen die een internationaal succes werd. In dat jaar werd Fichtel & Sachs opgekocht door Mannesmann. In 1992 bouwde men de laatste motorfietsen: de Hercules 180 BW voor de Bundeswehr. De productie vond al bij Sachs plaats, maar onder leiding van de technici van Hercules.

#### Overname door ATAG
In 1995 verkocht Mannesmann de rijwielafdeling én de merknaam "Hercules" aan de Nederlandse gasapparatenfabrikant ATAG, die ook het merk Batavus al van de ondergang had gered. In 1998 werd de fietsendivisie van ATAG, die inmiddels bestond uit Mercier, Koga-Myata, Hercules, Be One, Cool! en Lapierre, zelfstandig onder de Accell Group.

### Sachs Fahrzeug- und Motorentechnik GmbH
Na de verkoop aan ATAG was Mannesmann de merknaam "Hercules" kwijt. In 1997 werd de bouw van motorblokken ook beëindigd. In 1998 werd de Sachs Fahrzeug- und Motorentechnik GmbH aan het Nederlandse Winning Wheels verkocht. Toch ging Sachs zelf nog motorfietsen maken: in 2000 verschenen er nieuwe modellen, maar niet meer met eigen motoren. Nu werden 650- en 800cc-inbouwmotoren van Suzuki toegepast.